# Adresse physique
Ne doit pas être confondu avec Adresse MAC.

En informatique, une adresse physique est un nombre binaire représentant un emplacement dans le bus d'adresse de la mémoire centrale.
L'expression est souvent employée par opposition à l'adresse virtuelle dans laquelle elle est convertie par l'unité de gestion mémoire (MMU).